# ソ連邦海軍元帥

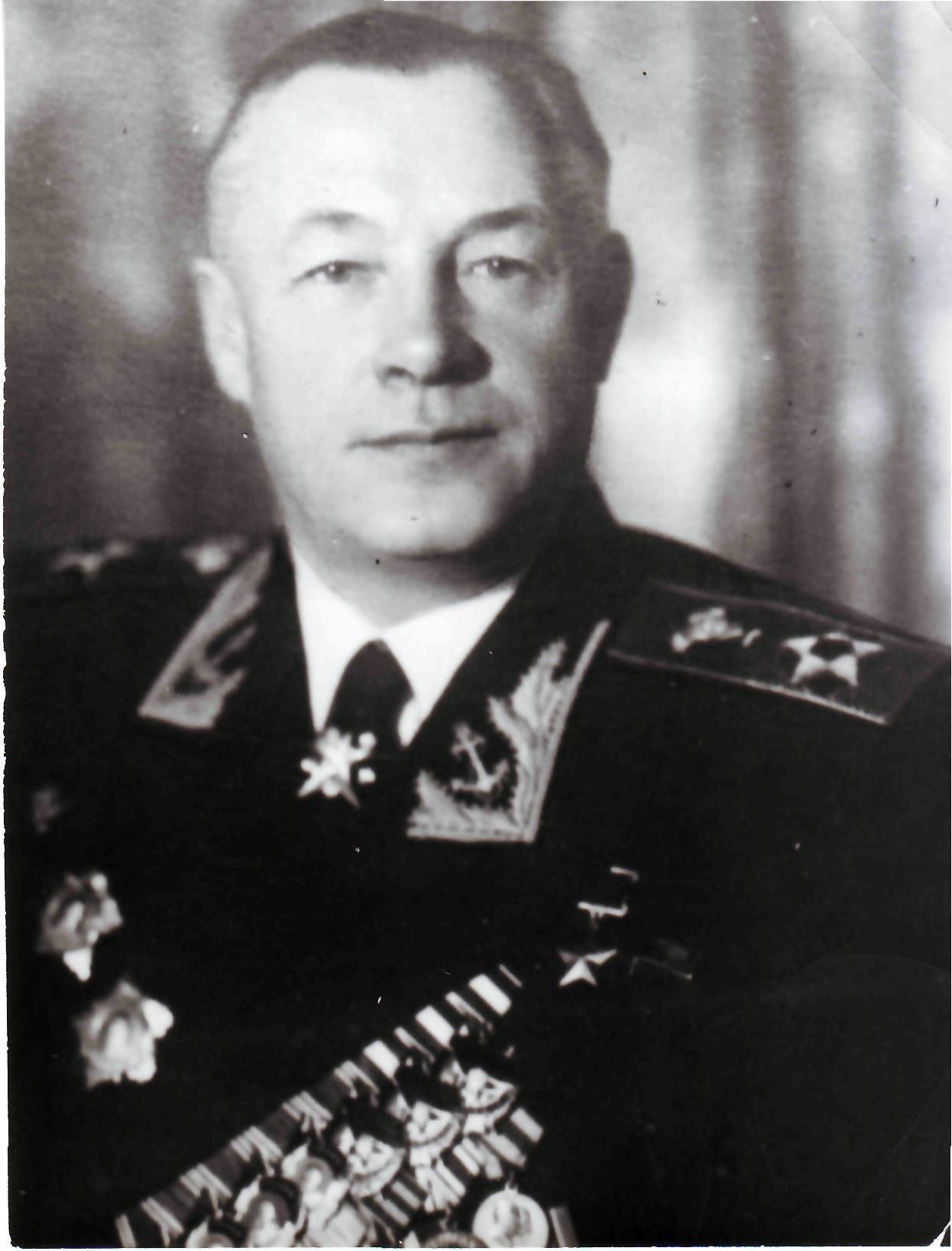
ニコライ・クズネツォフ

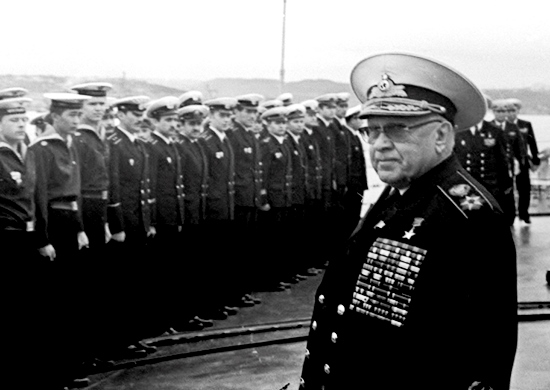
セルゲイ・ゴルシコフ

ソ連邦海軍元帥 (それんぽうかいぐんげんすい、ロシア語: Адмирал Флота Советского Союза、英: Admiral of the fleet of the Soviet union) は、ソ連海軍の最高階級である。
この階級は、主として栄誉上のものであり、他国における海軍元帥と同等のものと考えることが出来る。ソ連邦海軍元帥の階級は、1955年3月3日、ソ連閣僚会議によって公式に創設され、1945年以来、ソ連邦元帥と同等のものとされてきた海軍元帥 (адмирал флота) と置き換えられた。この階級の階級章には、大型の元帥星章がとりつけられた。
海軍元帥の階級は創設以来、ニコライ・クズネツォフとイワン・イサコフの2人が保持したに過ぎなかったが、かれらはソ連邦海軍元帥に「昇進」した。1956年、クズネツォフが政治的な理由から中将に降等されると、イサコフは、1967年の彼の死去までの間、ただ1人のソ連邦海軍元帥であった。イサコフの継承者であるセルゲイ・ゴルシコフは、イサコフの死後、3人目にして最後のソ連邦海軍元帥となった。ゴルシコフが1988年に死去すると、1991年のソ連邦崩壊までの間、あらたなソ連邦海軍元帥の任命は行われなかった。
1955年に消滅した海軍元帥は1962年に陸軍上級大将に相当する、元帥と大将の中間に位置する階級として再創設された。

## 歴代のソ連邦海軍元帥たち
| 氏名                   | 生没年    | 任命年         | その他                                         |
| ニコライ・クズネツォフ | 1902-74   | 1955年3月3日   | 1956年2月17日降等。没後の1988年7月26日に復等。 |
| イワン・イサコフ       | 1894-1967 | 1955年3月3日   |                                                |
| セルゲイ・ゴルシコフ   | 1910-88   | 1967年10月28日 |                                                |